# Gisela Zenz
Gisela Zenz (geb. Gisela Jungermann; * 1938 in Magdeburg) ist eine deutsche Rechtswissenschaftlerin und Psychoanalytikerin.

## Leben und Wirken
Gisela Zenz studierte Rechtswissenschaft in Freiburg i. Br., Berlin und Hamburg. Nach dem Zweiten juristischen Staatsexamen wurde sie 1968 bei Konrad Zweigert mit der Arbeit Sowjetische Entwicklungshilfe zum Dr. jur. promoviert. Von 1975 bis 1982 war sie Wissenschaftliche Mitarbeiterin und später Akademische Rätin an der Johann Wolfgang Goethe-Universität Frankfurt am Main. Nach Studienaufenthalten in den Vereinigten Staaten und in Großbritannien habilitierte sie sich 1979 an der Universität Frankfurt am Main bei Spiros Simitis mit der Arbeit Kindesmisshandlung und Kindesrechte. 1982 bis 2004 war sie Professorin für Familien-, Jugendhilfe- und Sozialrecht an der Universität Frankfurt am Main. 1983 schloss sie eine psychoanalytische Ausbildung ab.
Schwerpunkt der Arbeit von Gisela Zenz sind die Rechte von Kindern, von psychisch kranken und von alten Menschen.
Ab 2004 war Gisela Zenz am Aufbau des Forums „Alterswissenschaft und Alterspolitik“ beteiligt, aus dem 2014 das „Frankfurter Forum für Interdisziplinäre Alternsforschung“ (FFIA) hervorging. Sie ist stellvertretende Vorsitzende des Landespräventionsrates Hessen.

## Auszeichnungen
- 1996: Bundesverdienstkreuz am Bande[2]
- 2005: Ehrendoktorwürde der Universität Basel[5]
- 2013: Bundesverdienstkreuz 1. Klasse[2]

## Schriften
- Sowjetische Entwicklungshilfe. Dissertation. Universität Hamburg. Wissenschaft und Politik, Köln 1970, ISBN 3-8046-8424-6.
- Kindesmisshandlung und Kindesrechte. Habilitationsschrift Universität Frankfurt am Main. Suhrkamp, Frankfurt am Main 1979, ISBN 3-518-07225-0.
- mit Ludwig Salgo: Zur Diskriminierung der Frau im Recht der Eltern-Kind-Beziehung. Kohlhammer, Stuttgart 1983, ISBN 3-17-008078-4.
- mit Barbara von Eicken, Ellen Ernst: Fürsorglicher Zwang. Bundesanzeiger, Köln 1990, ISBN 3-88784-222-7.
- mit Maud Zitelmann, Katja Schweppe: Vormundschaft und Kindeswohl. Aufsatzsammlung. Bundesanzeiger, Köln 2004, ISBN 978-3-89817-370-4.
- (Mithrsg.): Verfahrensbeistandschaft. Ein Handbuch für die Praxis. 3. Auflage. Bundesanzeiger, Köln 2014, ISBN 978-3-8462-0249-4.